# 命运探索者
《命运探索者》是根据泰国著名小说改编，由纳塔瓦·萨那萨瓦帕萨特（Bank）、池缇萨努彭·索伊克斯利（Earth）、纳塔帕·苏瓦尼奇（Saint）、苏帕纳特·苏金达（Tong）主演的泰国同志浪漫喜剧。
此剧在WeTV举办的「WeTV Always More 2022」的「 WeTV ORIGINAL Reveal 2022 LINE UP」新剧线上发布会上与其他12个剧集一释出出，为WeTV与洞察娱乐（Insight Entertainment）合作项目「WeTV × Insight Artist Co-Ownship Model」的首部作品。

## 剧情简介
Songkram（Earth 饰）和Aye（Bank 饰）是寄宿在大学宿舍的工科学生。Aye是2号宿舍的舍长，而Songkram则是3号宿舍的舍长。2号宿舍住的都是相貌极好的“帅哥”，3号宿舍的学生则是“强壮且有运动能力”的代名词。而这两栋宿舍的住宿生经常看对方宿舍不顺眼。
Aye多年前曾是Songkram的导师兼朋友，但是自从他们俩被选为2、3号宿舍的舍长后，他们就不再有交集了。事实上，Aye和Songkram的关系似敌非敌。Aye还爱上了Songkram。他认为Songkram对Mean有感情，所以才刻意与他保持距离。然而，Aye不知道的是，Songkram一直以来喜欢的人不是Mean，而是自己......

## 演员阵容
- 纳塔瓦·萨那萨瓦帕萨特（Bank）饰演 Aye
- 池缇萨努彭·索伊克斯利（Earth）饰演 Songkram
- 纳塔帕·苏瓦尼奇（Saint）饰演 Mean
- 苏帕纳特·苏金达（Tong）饰演 Touch
- Lissa Wonson 饰演 Kradum